# ستيف بيرثيوم
ستيف بيرثيوم (بالإنجليزية: Steve Berthiaume)‏ هو معلق رياضي أمريكي، ولد في 1965 في كولر في الولايات المتحدة.